# 史蒂文·范德费尔德
史蒂文·范德费尔德（荷蘭語：Steven van de Velde，發音：[ˈsteːvə(ɱ) vɑn də ˈvɛldə]；1994年8月8日—）生于海牙，是一名荷兰男子沙滩排球运动员。他在2016年被控強姦兒童罪名成立，服刑13個月。范德费尔德的奧運參賽提名得到荷蘭奧林匹克委員會和體育同盟支持，獲准參加2024年夏季奥林匹克运动会。

## 排球生涯
范德费尔德在2011年贏得荷蘭全國U20錦標賽，當時拍擋為杰弗里·范维克（Jeffrey van Wijk）。2015年，他與米希尔·范多斯滕一起代表荷蘭參加2015年歐洲運動會男子沙灘排球比賽。他2018年世界沙滩排球职业巡回赛在阿尔斯梅尔舉行的巡回賽事中，與迪尔克·布莱以第三名完成這比賽。
2024年6月，范德费尔德取得代表荷蘭參加巴黎奧運的資格。因應其強姦前科引發的關注，荷蘭奧林匹克委員會決定不會安排他與其它選手一起入住奧運村，亦禁止他接受傳媒採訪。委員會向受害者所造成的心理影響致歉，稱他們沒預計到會引來這麼多關注。
2024年7月28日，范德费尔德首次參加奧運，拍擋為马修·伊默斯，他們在比賽中不敵意大利代表。當他的名稱在比賽前宣讀時，他被部份觀眾喝倒采，但也獲部份觀眾拍掌支持。

## 兒童強姦罪
2014年8月，他通过Facebook认识一名12岁住在英国米尔顿凯恩斯的少女，其后他从阿姆斯特丹出发前往英国，与该少女私下见面，并在后来三度强奸她。事後他回到荷蘭，在2016年1月被引渡到英國逮捕和受審。3月，他承認三項強姦控罪，并被判处四年监禁，他的名字進入英國性罪犯名冊。范德费尔德被移交回荷蘭服刑，刑期根據荷蘭法律而有所變動，罪名由強姦罪改為通姦罪。服刑13個月後，他获假释出狱。尽管有犯罪记录，荷兰排球协会仍然允许他回归赛场参赛，他也在2018年重返国际赛场。

## 個人生活
2022年，他与德国排球运动员金·貝倫斯结婚，两人育有一子。